# Кармарш, Карл
Карл Кармарш (нем. Karl Karmarsch; 17 октября 1803, Вена, Австрия, — 24 марта 1879, Ганновер, Германия) — немецкий популяризатор техники, литератор.

## Биография
После окончания Политехнической школы в Вене занял в ней должность ассистента. В 1830 году стал первым директором Ганноверской высшей реальной школы и руководил ею до 1875 года.
В 1834-57 годах редактировал технический журнал «Mittheilungen d. Gewerbevereins für d. Königreich Hannover». Кроме многочисленных статей в разных немецких технических журналах, составил несколько капитальных сочинений, из которых два важнейших: «Handbuch der Mechanischen-Technologie» (Ганновер, 1837—1841) и «Technisches Wörterbuch» (1841—1844).